# Son of Frankenstein
Son of Frankenstein (Frankensteins søn) er en film fra 1939, instrueret af Rowland V. Lee. Den er tredje film i serien om Frankensteins monster efter Frankenstein og Bride of Frankenstein, begge instrueret af James Whale. 
Filmen har Basil Rathbone i hovedrollen som Wolf Frankenstein (søn af den første og anden films monsterskaber), der flytter til sin slægts hjemstavn, til trods for at familienavnet ikke er velset i denne by, med sin familie for at genrejse respekten for sit slægtsnavn. Det skal dog gå noget anderledes inden filmen er forbi. Udover at denne film var den sidste med Boris Karloff i rollen som monsteret introducerede filmen også en ny figur, Ygor, spillet af Bela Lugosi. Denne karakter var så velspillet at den, sine steder, stjæler billedet fra de andre medvirkende, der ellers giver fine præstationer[kilde mangler].